# Stiepan Zacharczuk
Stiepan Aleksandrowicz Zacharczuk, ros. Степан Александрович Захарчук (ur. 30 listopada 1986 w Amdiermie, Nieniecki Okręg Autonomiczny) – rosyjski hokeista.

## Kariera klubowa
- CSK WWS Samara (2004-2008)
- Łada Togliatti (2008-2009)
- Ak Bars Kazań (2009-2017)
  -  Nieftianik Almietjewsk (2010)
  -  Bars Kazań (2014/2015)
- Torpedo Niżny Nowogród (2017-2018)
- CSK WWS Samara (2018)
- Admirał Władywostok (2018-2019)
- Nieftiechimik Niżniekamsk (2019-2020)
- HC Pardubice (2020-2021)
- Nieftianik Almietjewsk (2021-2022)

Wychowanek CSK WWS Samara. Od listopada 2009 zawodnik Ak Barsa Kazań. W maju 2011 przedłużył kontrakt o cztery lata. Pod koniec grudnia 2017 przeszedł do Torpedo Niżny Nowogród. W 2018 reprezentował CSK WWS Samara, skąd w październiku 2018 odszedł do Admirała Władywostok. Od maja 2019 do stycznia 2020 był zawodnikiem Nieftiechimika Niżniekamsk. Następnie został zawodnikiem HC Pardubice. W czerwcu 2021 ponownie został graczem Nieftianika Almietjewsk. Pod koniec marca 2022 ogłoszono jego odejście z klubu.

## Sukcesy
Klubowe
- Puchar Otwarcia: 2009 z Ak Barsem
- Złoty medal mistrzostw Rosji: 2010 z Ak Barsem
- Puchar Gagarina – mistrzostwo KHL: 2010 z Ak Barsem
- Srebrny medal mistrzostw Rosji: 2015 z Ak Barsem Kazań
- Finał KHL o Puchar Gagarina: 2015 z Ak Barsem Kazań

Indywidualne
- KHL (2008/2009):
  - Najlepszy pierwszoroczniak miesiąca - luty 2008
- KHL (2014/2015):
  - Najlepszy obrońca - półfinały konferencji[9]
  - Trzecie miejsce w klasyfikacji strzelców wśród obrońców w fazie play-off: 3 gole
  - Czwarte miejsce w klasyfikacji kanadyjskiej wśród obrońców w fazie play-off: 7 punktów